# Javier Romo
Javier Romo Oliver (Villafranca de los Caballeros, Castela-Mancha, 6 de janeiro de 1999) é um ciclista espanhol que compete com a equipa Astana-Premier Tech.

## Biografia
Extriatleta de alto nível, iniciou-se no ciclismo de competição a uma idade avançada. Em 2020 incorporou-se ao clube basco Baqué-Ideus-BH. Em agosto, em sua terceira corrida em estrada, distinguiu-se ao proclamar-se campeão da Espanha sub-23 em Jaén, conseguindo o triunfo em solitário. Também terminou terceiro na Volta a Cantábria e quarto na Volta a Valência sub 23.

## Palmarés
- 2020 (como amador)
- Campeonato da Espanha em Estrada Sub-23

## Equipas
- Astana-Premier Tech (2021-)